# Cortodera tibialis
Коротунка валькувата (лат. Cortodera tibialis (Marseul, 1876)) — вид жуків з родини Скрипунових.

## Поширення
В Україні Коротунка валькувата поширена у центральній і східній частинах степової зони від Дніпра до Дону.